# 経県
経県（けい-けん）は中華人民共和国河北省にかつて存在した県。現在の邢台市広宗県北東部に相当する。
後漢により設置される。南北朝時代の441年（太平真君2年）、北魏により廃止されたが、486年（太和10年）に再設置、556年（天保7年）に北斉により廃止された。